# Břetislav Kocourek
Břetislav Kocourek (9. února 1944 Hodonín – 12. dubna 1996[zdroj?]) byl československý hráč ledního hokeje.

## Klubové statistiky
| Sezona     | Klub                     | Soutěž     | Základní část | Základní část | Základní část | Základní část | Základní část | Play off | Play off | Play off | Play off | Play off |
| Sezona     | Klub                     | Soutěž     | Z             | G             | A             | B             | TM            | Z        | G        | A        | B        | TM       |
| ---------- | ------------------------ | ---------- | ------------- | ------------- | ------------- | ------------- | ------------- | -------- | -------- | -------- | -------- | -------- |
| 1961-62    | Slovan Hodonín           | TCH-2      | —             | —             | —             | —             | —             | —        | —        | —        | —        | —        |
| 1962-63    | Slovan Hodonín           | TCH-2      | —             | —             | —             | —             | —             | —        | —        | —        | —        | —        |
| 1963-64    | Dukla Litoměřice         | TCH        | 24            | 3             | 0             | 3             | —             | —        | —        | —        | —        | —        |
| 1964-65    | Dukla Košice             | TCH        | 31            | 1             | 0             | 1             | —             | —        | —        | —        | —        | —        |
| 1965-66    | TJ ZKL Brno              | TCH        | 21            | 4             | 5             | 9             | —             | —        | —        | —        | —        | —        |
| 1966-67    | TJ ZKL Brno              | TCH        | 31            | 4             | 3             | 7             | —             | —        | —        | —        | —        | —        |
| 1967-68    | TJ ZKL Brno              | TCH        | 31            | 2             | 3             | 5             | —             | —        | —        | —        | —        | —        |
| 1968-69    | TJ ZKL Brno              | TCH        | 34            | 3             | 9             | 12            | —             | —        | —        | —        | —        | —        |
| 1969-70    | TJ ZKL Brno              | TCH        | 36            | 7             | 9             | 16            | —             | —        | —        | —        | —        | —        |
| 1970-71    | TJ ZKL Brno              | TCH        | 46            | 3             | 7             | 10            | —             | —        | —        | —        | —        | —        |
| 1971-72    | TJ ZKL Brno              | TCH        | 24            | 1             | 2             | 3             | 6             | —        | —        | —        | —        | —        |
| 1972-73    | TJ ZKL Brno              | TCH        | 36            | 2             | 4             | 6             | 22            | —        | —        | —        | —        | —        |
| 1973-74    | TJ ZKL Brno              | TCH        | 37            | 1             | 2             | 3             | —             | —        | —        | —        | —        | —        |
| 1974-75    | TJ Ingstav Brno          | TCH-2      | —             | 8             | 0             | 8             | —             | —        | —        | —        | —        | —        |
| 1975-76    | TJ Ingstav Brno          | TCH        | 32            | 1             | 7             | 8             | —             | —        | —        | —        | —        | —        |
| 1976-77    | TJ Ingstav Brno          | TCH-2      | —             | 5             | 0             | 5             | —             | —        | —        | —        | —        | —        |
| 1977-78    | TJ Žďas Žďár nad Sázavou | TCH-3      | 10            | 3             | 0             | 3             | —             | —        | —        | —        | —        | —        |
| 1978-79    | TJ Žďas Žďár nad Sázavou | TCH-3      | —             | 4             | 0             | 4             | —             | —        | —        | —        | —        | —        |
| 1979-80    | TJ Žďas Žďár nad Sázavou | TCH-2      | —             | —             | —             | —             | —             | —        | —        | —        | —        | —        |
| 1980-81    | TJ Žďas Žďár nad Sázavou | TCH-2      | —             | 1             | 0             | 1             | —             | —        | —        | —        | —        | —        |
| TCH celkem | TCH celkem               | TCH celkem | 383           | 32            | 51            | 83            | 28            | —        | —        | —        | —        | —        |